# Brunnen der Völkerfreundschaft (Moskau)
Der Brunnen der Völkerfreundschaft (russisch фонтан Дружбы народов) in Moskau, der russischen Hauptstadt, ist ein monumentaler Springbrunnen auf dem Gelände des Allrussischen Ausstellungszentrums, der früheren Ausstellung der Errungenschaften der Volkswirtschaft WDNCh. Sein engerer mittlerer Kreis trägt den Titel Die Goldene Garbe. Zusammen mit der Wiedereröffnung der erweiterten Ausstellung über die Errungenschaften der Volkswirtschaft wurde der Brunnen 1954 eingeweiht. Projektiert haben ihn die Künstler Konstantin Topuridse und Grigori Konstantinowski.

## Entstehung
Nach dem Ende des Zweiten Weltkriegs widmete sich die damalige Sowjetunion verstärkt dem Wiederaufbau ihrer Wirtschaft und suchte darüber hinaus nach Möglichkeiten, den Einwohnern und Besuchern der Hauptstadt die Ergebnisse angemessen präsentieren zu können. Dazu projektierten sie eine Erweiterung der im Jahr 1939 als Allunions-Landwirtschaftsausstellung eröffneten und 1941 geschlossenen Leistungsschau.
Der Architekt Konstantin Topuridse (1905–1977) entwarf zusammen mit einer Gruppe von Bildhauern (Sinaida Baschenowa, Alexei Teneta, Iossif Tschaikow, Soja Rylejewa, Wladimir Gawrilow) und dem Ingenieur Wladimir Kljawin einen annähernd kreisförmigen mehrstufigen Schmuck-Springbrunnen, der den Eingangsbereich des Ausstellungsgeländes dominieren sollte. Der Bau dauerte von 1951 bis 1954 und erfolgte auf der Fläche eines früheren Cafés und einiger abgetragener Pavillons. Außer dem neuen Wahrzeichen der Ausstellung gab es 1954 in der Nachbarschaft bereits die Springbrunnen Die steinerne Blume und Der Goldene Koloss sowie ein Standbild von Stalin.
Bis zum Jahr 2017 funktionierte das Wasserspiel der Brunnenanlage ohne Computersteuerung, 30 Personen waren mit seiner Wartung und dem Erhalt der Funktionsfähigkeit beschäftigt. Jedes Motorrelais, jede Düse, jede Pumpe und jede Verriegelung mussten während der gesamten täglichen Öffnungszeit der Ausstellung funktionieren.
Nach mehr als 60 Jahren erfolgte in den Jahren 2018/2019 eine Grundsanierung und Modernisierung der Wasseranlage und der Brunnenfiguren.

## Beschreibung

Zustand im Jahr 2004

Im Inneren eines unregelmäßigen achteckigen Beckens mit den Außenmaßen 81 × 56 Meter befindet sich ein ovales kaskadenförmiges Bassin, dessen Außenrand von 16 symmetrisch verteilten steinernen Sockeln aufgelockert wird. Das Bassin besteht aus rotem Granit und drei ineinander angeordneten Becken, die zum Zentrum der Anlage stets um einige Zentimeter ansteigen. Das innerste Becken umschließt einen feinstrukturierten erhöhten Sockel, der aus einer Vielzahl miteinander verbundener aufgehockter ringförmiger Garben besteht, die Weizen, technischen Hanf und Sonnenblumen darstellen. Die höchsten Garben sind 7,40 Meter hoch und alle sind aus Kupferblechen hergestellt. Auf den Granitpodesten stehen 16 weibliche Bronze-Skulpturen, die mit Blattgold bedeckt sind. Die Frauenfiguren sind eine Personifizierung der damaligen 16 Unionsrepubliken der Sowjetunion und in typischen Landestrachten gehalten.

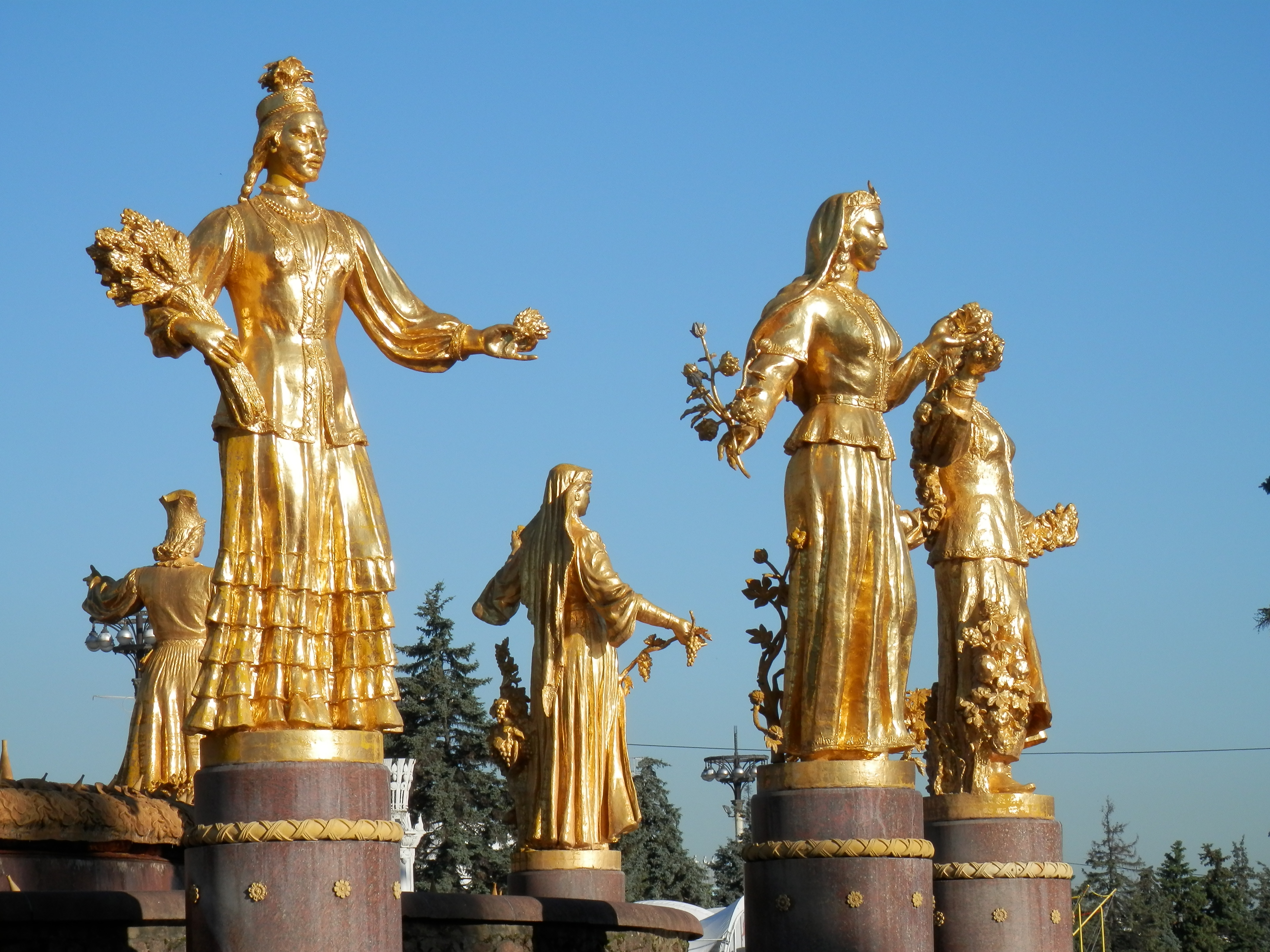
Figurendetail

Drei der Figuren stellen bekannte Personen der damaligen Zeit dar: die estnische Skulptur ist ein Abbild der Schauspielerin und Ballerina Virve Kiple-Parsadanjan, Turkmenien wird repräsentiert von der Pianistin Gosel Annamamedowa und für Grusinien stand Rodam Amiredshibi, die Frau des Dichters Michail Swetlow, Modell.
Das russische Mädchen schaut mit einem Bündel Weizen im Arm auf den Haupt-Pavillon der Ausstellung. Neben ihr sind ihre slawischen Schwestern aus der Ukraine (Mädchen mit Kranz) und Belarus (Mädchen mit Tuch, das in der Hand einen Zweig mit einem Apfel hält) platziert. Die Anordnung der Figuren erfolgte so, dass alle zusammen ein Spruchband mit der kommunistischen Devise: „Proletarier aller Länder vereinigt euch“ halten. Kunstfachleute sehen in der Ähnlichkeit der Frauenfiguren auch eine mythologische Analogie zu Demeter, der Göttin der Fruchtbarkeit und Schutzpatronin der Landwirtschaft. Das Sujet haben die Künstler den ästhetischen Idealen des Klassizismus entlehnt. Kritiker des Brunnens fanden die Figuren mit billigster Kleidung ausgestattet («купецкая дешевка») oder sie sähen wie 16 Samoware aus.
Zusammen mit der umgebenden Freifläche, die mit Rasen, Blumen, Sitzbänken und aufstrebenden säulenähnlichen weißen Leuchten ausgestattet ist, belegt die Springbrunnenanlage eine Fläche von 3723 Quadratmeter mit einem Durchmesser von 170 Metern. Dieser Platz heißt Platz der Völkerfreundschaft, in den 1970er Jahren auch Fontänen-Platz. Vor 1954 trug er den Namen Platz der Kolchosen.

Zentrum des Brunnens in Funktion

In den längeren Seitenteilen des achteckigen Beckens sind beidseitig kleinere kreisförmige Fontänen gruppiert, die ihre Strahlen senkrecht in drei verschiedenen Höhen abgeben. Zusätzlich sprühen seitwärts (von außen nach innen) zwei Paare vergoldeter kleinerer sitzender Skulpturen bogenförmige Strahlen an diesen Gruppen vorbei. Solche Paare sind auch an den jeweils kürzeren Beckenseiten platziert. Aus dem zweiten ovalen Becken werden gruppierte seitwärts herausschießende Wasserstrahlen abgegeben.
Unter der großen Garbe befindet sich eine Elektropumpe mit einer Leistung von 575 kW, die gleichzeitig 800 feinste Wasserstrahlen emporschleudert. Alle Fontänen arbeiten periodisch, das heißt, sie werden alle eineinhalb Stunden eingeschaltet, dann gibt es eine Pause.